# ماونت الیوت (کنتاکی)
ماونت الیوت (به انگلیسی: Mount Olivet) شهری در ایالت کنتاکی کشور ایالات متحده آمریکا است که جمعیت آن در سرشماری سال ۲۰۱۰ میلادی، ۲۹۹ نفر بوده‌است.